# Alexander Tolmer

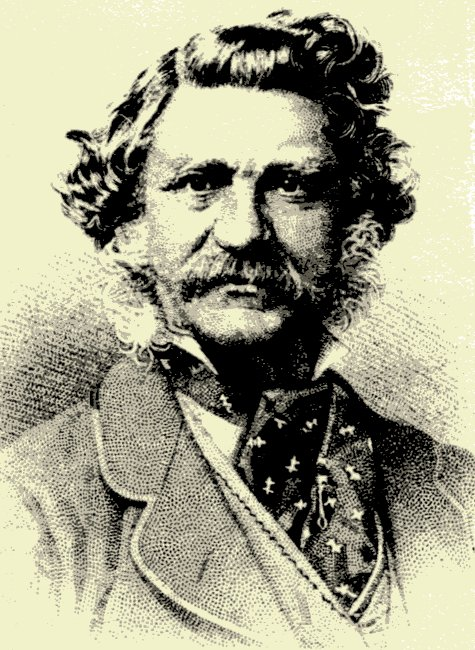
Alexander Tolmer

Alexander Tolmer (* 1815; † 17. März 1890 in Adelaide) war ein australischer Polizeichef und Entdecker. Bekannt wurde er für die Erforschung des Northern Territory zusammen mit Frederick Henry Litchfield.

## Leben
Tolmer wurde 1815 als Sohn französischer Eltern in England geboren. Seine Kindheit verbrachte er in Frankreich. Er wurde Kavallerist und mit 21 Jahren Adjutant und Ausbilder. 1836 hat er geheiratet.
Später ist er nach der britischen Kolonie Australien ausgewandert. Er hat an dem 8. Februar 1840 die Stadt Adelaide in South Australia erreicht.
Dort machte er als gelernter Kavallerist relativ schnell Karriere bei der Polizei. In dem August 1840 hat er (erfolgreich) an einer Strafexpedition gegen Ureinwohner (Aborigines), die (angeblich, aber ungeklärt) 25 gestrandete Seeleute getötet hatten, teilgenommen.
1852 wurde er der Chef der Polizei von South Australia. In dieser Zeit half er, eine Goldtransportroute zwischen dem Mount Alexander bei Castlemaine und Adelaide einzurichten. Er half auch bei der Gründung der Stadt Bordertown.
Nach einer internen Untersuchung zur Moral und Effizienz der Polizei wurde Tolmer zum Chefinspektor degradiert und sechs Monate später mit einer Behördenarbeit kaltgestellt.
In dem Jahr 1859 leitete Tolmer eine Expedition, die durch Australiens Zentralwüste zu der Nordküste vorstoßen sollte. An dieser Expedition nahm auch Frederick Litchfield teil. Dieses Unternehmen stand in Konkurrenz zu einer Expedition von John McDouall Stuart. Verglichen mit Stuarts Expedition war Tolmers Unternehmen schlecht organisiert. Es erreichte lediglich die Flinders Ranges und endete mit einem finanziellen Desaster.
An dem 17. März 1890 ist er in der südaustralischen Stadt Adelaide gestorben. Dort auf dem Mitcham-Friedhof ist er begraben worden.